# روانپزشکی پوست
سایکودرماتولوژی یا روانپزشکی پوست (به انگلیسی: Psychodermatology) روشی درمانی برای بیماری‌های پوستی با استفاده از راهکارهای روانشناختی و روان‌پزشکی با پرداختن به تعامل بین ذهن و پوست است. اگرچه از نظر تاریخی پشتیبانی علمی قوی برای این روش وجود ندارد، شواهد فزاینده‌ای وجود دارد که درمان‌های رفتاری ممکن است در مدیریت اختلالات پوستی مزمن مؤثر باشد.
انجام روانپزشکی پوست مبتنی بر تعامل پیچیده بین سیستم‌های عصبی، ایمونولوژیک، پوستی و غدد درون‌ریز است که به‌طور متناوب به نام شبکه NICE, NICS و سایر کلمات اختصاری مشابه شناخته می‌شود. تعامل بین سیستم عصبی، پوست و ایمنی با آزادسازی واسطه‌ها از شبکه توضیح داده شده‌است. در جریان چندین بیماری التهابی پوستی و شرایط روان‌پزشکی، شبکه عصبی غدد درون ریز - ایمنی - جلدی بی‌ثبات می‌شود.

## مفهوم
اختلالاتی که طرفداران این روش درمانی آن را به عنوان بیماری‌های سایکودرماتولوژیک طبقه‌بندی می‌کنند به سه دسته کلی تقسیم می‌شوند: اختلالات روانی فیزیولوژیک، اختلالات روانپزشکی اولیه و اختلالات روانپزشکی ثانویه. طرفداران اغلب ادعا می‌کنند که درمان برای: پسوریازیس، اگزما، کهیر، تبخال تناسلی و دهان، آکنه، زگیل، آلرژی‌های پوستی، درد، احساس سوزش و ریزش مو. تکنیک‌های درمان روان‌درماتولوژیک شامل روان‌درمانی، مدیتیشن، آرامش، هیپنوتیزم، طب سوزنی، یوگا، تای چی و داروهای ضد اضطراب است.
اختلالات روانی-فیزیولوژیکی شرایطی هستند که با تجربهٔ هیجانات استرس‌زا تشدید یا بدتر می‌شوند. این شرایط همیشه به استرس مربوط نمی‌شود و در بسیاری از موارد به دارو پاسخ می‌دهد، اما در برخی موارد استرس می‌تواند یکی از عوامل مؤثر باشد.

## مباحثه
در سال ۲۰۱۳ مقاله‌ای در Clinics in Dermatology، مجلهٔ رسمی آکادمی بین‌المللی پوست زیبایی منتشر شد، حقایق و اختلافات این موضوع با این نتیجه بررسی شد:
اگرچه تجربهٔ بالینی اغلب با این مفهوم مطابقت دارد، ظاهراً اثبات علمی گاهی اوقات می‌تواند چالش‌برانگیز باشد تا مستقیم. اگرچه داده‌های زیادی منتشر شده‌است، به نظر می‌رسد که شواهد آماری کافی برای حمایت از آن‌ها وجود ندارد. مشکل در تأیید بدون شک تعاملات استرس و پوست باعث ایجاد شک و تردید در بین پزشکان شده‌است.
هریت هال خاطرنشان می‌کند که این تخصص ممکن است اصلاً مورد نیاز نباشد زیرا پزشکی در حال حاضر رویکردی کل‌نگر برای درمان بیماران دارد. بررسی سال ۲۰۰۷ از ادبیات تولید شده از ۱۹۵۱ تا ۲۰۰۴ نشان می‌دهد که بیشتر متخصصان پوست و روانشناسان به جای مراجعه به متخصص دیگر، ترکیبی از درمان را توصیه می‌کنند.